# Mesochorus compressus
Mesochorus compressus är en stekelart som beskrevs av Dasch 1974. Mesochorus compressus ingår i släktet Mesochorus och familjen brokparasitsteklar. Inga underarter finns listade i Catalogue of Life.